# Myiozetetes
Myiozetetes là một chi chim trong họ Tyrannidae.